# Geir Gígja
Geir K Gígja (ur. w 1907) – islandzki lekkoatleta specjalizujący się w biegach na średnich i długich dystansach.
Pięciokrotny mistrz Islandii (trzy tytuły w 1927 oraz dwa w 1928).